# Pari (peuple)
Pour les articles homonymes, voir Pari.
Les Pari ou Paeri ou Jo-Pari sont un petit peuple nilotique de l'Afrique de l'Est installé dans le sud-est du Soudan du Sud dans les environs de la ville de Lafon. 

## Localisation
Par le passé, les Pari vivaient dans le district de Torit, l'actuel comté de Lafon au pied de la colline de Lipul dans le Ghebel Lafon. La population des Pari se répartissait alors dans les six bourgades de Wiatuo, Bura, Puchwa, Pugeri, Kor et Angulumere. Durant la deuxième guerre civile soudanaise, en février 1993, ces villages ont été incendiés et la population a été dispersée. Les Pari vivent à présent dans des camps le long de la rivière Hoss (à l'est) et le long de la rivière Hinyetti (à l'ouest). 

## Population
Lors du recensement de 1982, la population a été estimée à près de 11 000 individus. 
Actuellement, le chiffre de la population n'est pas connu, il a peut-être augmentée malgré les exactions de la guerre. 
Le mode de vie des Pari reste basé sur l'agriculture vivière (Sorgho), sur l'élevage (bovins, ovins, caprins) et sur la pêche. Leur langue est proche de l'Anyua, l'idiome de l'ethnie Anuak installée de part et d'autre de la frontière entre le Soudan du Sud et l'Éthiopie.

## Sources
- (en) Carte des ethnies du Soudan du Sud (ONU)
- (en) Fiche des Pari sur gurtong.net.